# Parafia św. Bartłomieja Apostoła w Samoklęskach Dużych
Parafia św. Bartłomieja Apostoła w Samoklęskach Dużych – parafia rzymskokatolicka w dekanacie Szubin w diecezji bydgoskiej. Erygowana w XIV wieku.

## Zasięg parafii
Do parafii należą wierni z miejscowości: Chobielin (część), Godzimierz, Grzeczna Panna (część), Niedźwiady, Samoklęski Duże, Samoklęski Małe, Stary Jarużyn, Wieszki i Wymysłowo.

## Proboszczowie
- ks. Antoni Wyderkowski (1891)[1]
- ks. Antoni Lewicki (1905–1923)[2]
- ks. Stanisław Sobociński (1923 – 13 listopada 1939)[3]
- ks. Tadeusz Kobylarz (25 czerwca 2004[4] – 22 stycznia 2010[5])
- ks. Bogusław Konieczka (2010–2015)
- ks. Mariusz Gębka (od 2015)[6]